# Kundenintegration
Die Kundenintegration findet sich in der vertikalen Kooperationsstrategie im Supply-Chain-Management wieder und bezieht sich auf die nachgelagerten Wertschöpfungsstufen der Supply Chain. Die Kundenintegration beschreibt den Prozess der Zusammenarbeit zwischen Kunden und Organisationen sowie die Integrierung des Kunden in betriebliche Leistungserstellungsprozesse oder in Produktinnovationsprozesse, damit die Unternehmen Kundenzufriedenheit und einen wirtschaftlichen Erfolg erzielen.

## Definition
Der Kunde erwirbt die produzierten Produkte des Unternehmens und ist damit ein wichtiger Teil ihrer Supply Chain. Deswegen sehen Unternehmen den Kunden auch als Ausgangs- und Bezugspunkt an. Je stärker Kunden als Ausgangs- und Bezugspunkt angesehen werden, desto besser können seine Anforderungen, Bedürfnisse und Wünsche erfüllt werden. Des Weiteren kann die Kundenintegration in den Bereichen Business-to-Business und Business-to-Consumer erfolgen, mit dem Unterschied, dass der Kunde hier ein weiteres Unternehmen oder ein Endkunde ist. Aus dieser Kooperationsstrategie können Vorteile gezogen werden, die dazu beitragen, die Effizienz zu erhöhen und dadurch die Wettbewerbsposition und -fähigkeit im Markt zu steigern. Des Weiteren sprechen für die Kooperation mit Kunden die Unterstützung von Innovationen beider Seiten, die Verteilung des unternehmerischen Risikos auf mehrere Partner und das Anbieten von individualisierten Produkten und Leistungen.

## Kundenintegration im Leistungserstellungsprozess
Dienstleistungsprozesse werden mithilfe des Kunden durchgeführt. Zum Ausführen der Dienstleistung sind bestimmte Informationen über die Wünsche und Ansprüche des Kunden nötig. Solche Informationen sind z. B. der Ort und der Zeitpunkt der Leistungserbringung sowie andere eindeutige Merkmale der gewünschten Dienstleistung. Das bedeutet, dass in jeder Dienstleistungserstellung wenigstens einzelkundenbezogene Informationen integriert werden.

### Kundenfunktionen und -rollen
Zur Beschreibung der Kundenintegration in den Leistungserstellungsprozess können verschiedene Kundenfunktionen bzw. Kundenrollen dargestellt werden. Die erste Rolle ist die des Leistungsnachfragers, da der Kunde eine Leistung des Unternehmens mit der bestmöglichen Erfüllung fordert. Die zweite Rolle ist der Kunde als Produktivressource; in dieser bringt der Kunde eigene Kenntnisse, Erfahrungen und Fähigkeiten in die Leistungserstellung mit ein. In der Rolle des Miterstellers wirkt der Kunde im Leistungserstellungsprozess mit und kann somit durch seine Beiträge die Qualität der Resultate verbessern. Der Kunde als Innovator nimmt mithilfe seines eigenen Wissens aktiv an Leistungsverbesserungen und Leistungsentwicklungen teil. Er dient als Informations- und Ideenlieferant. Des Weiteren kann der Kunde die Funktion des Konkurrenten einnehmen, wenn dieser die Leistung wenigstens zum Teil selbst liefert. In der Funktion des Kommunikators unterstützt der Kunde den Vertrieb der Leistungen und empfiehlt diese anderen Kunden weiter. Der Kunde kann in der Rolle des Qualitätsprüfers bei Qualitätsmängeln seine Vorschläge zur Verbesserung sowie ein Feedback an die entsprechenden Mitarbeiter weitergeben, um Qualitätsverbesserungen zu erreichen. Durch diese Beiträge werden Mitarbeiter motiviert und können den integrierten Kunden, beispielsweise durch diesen Einfluss, in der Funktion des Führungsersatzes wahrnehmen. Die letzte Rolle ist der Kunde als Ertrags- und Kostenfaktor. Einerseits entstehen auf Grund der Kundenintegration Kosten, wie z. B. Produktionskosten, jedoch entstehen bei einer erfolgreichen Leistungserstellung mithilfe des Kunden auch Erträge.

### Passive und aktive Kundenbeteiligung
Des Weiteren kann die Kundenbeteiligung in eine aktive und eine passive Beteiligung unterschieden werden. Eine aktive Teilnahme ist, wenn der Kunde Informationen und Wissen beiträgt oder sich körperlich am Leistungserstellungsprozess beteiligt. Eine passive Beteiligung des Kunden wäre, wenn bei dem Kunden während der Leistungserstellung Gefühle, wie Freude, Stolz und Unsicherheit, auftreten.

### Beteiligungsmotive der Kunden
Es wird in das Leistungsmotiv, die ökonomischen Beteiligungsmotive und in die psychologischen Beteiligungsmotive unterschieden.
- Leistungsmotiv

Das Leistungsmotiv (need for achievement) wurde erstmals von Murray (1938) definiert und er beschrieb es in dieser Weise: “To accomplish something difficult. To master, manipulate or organize physical objects, human beings, or ideas. To do this as rapidly, and as independently as possible. To overcome obstacles and attain a high standard. To excel one’s self. To rival and surpass others. To increase self-regard by the successful exercise of talent.” Diese Teilaufgaben sollten den Kunden herausfordern, er sollte Personen bzw. Objekte führen und organisieren können, die Aufgaben sollten schnell und unabhängig erfüllbar sein, er sollte seine eigenen Talente miteinbringen und andere übertreffen können.
- Ökonomische Beteiligungsmotive

Die zweite Art der Motivation sind die ökonomischen Beteiligungsmotive. Diese führen nur dann zu Kundenbeteiligungen, wenn die Kunden Vorteile aus ihrem aktiven Beitrag an der Dienstleistungserstellung wahrnehmen oder erwarten können. Ein Vorteil ist die Qualitätsverbesserung des Ergebnisses, die durch die Bemühung des Kunden, es zu verbessern, entstehen. Ein weiterer Vorteil für den Kunden ist, dass Preisvorteile entstehen können, wenn die Eigenleistung des Kunden größer wird, beispielsweise im Friseursalon, wenn der Kunde seine Haare selbst föhnt. Kunden können sich auch stärker an der Leistungserstellung beteiligen, damit eine schnellere Erfüllung der Dienstleistung und ein Zeitgewinn entstehen.
- Psychologische Beteiligungsmotive

Die dritte Kategorie, die psychologischen Beteiligungsmotive, ist wesentlich durch die Unsicherheits-, Risiko- und Kontrollmotive gekennzeichnet. Die Unsicherheitsmotive beziehen sich darauf, dass Dienstleistungen erst nach dem Kauf erfolgen und somit eine Ablauf- und Ergebnisunsicherheit vorliegen. Indem der Kunde sich mehr daran beteiligt, kann er den Ablauf und das Ergebnis stärker kontrollieren und demzufolge das Risiko, das Zielergebnis zu verfehlen, senken.

### Gestaltung der Dienstleistungsprozesse am Beispiel des Blueprinting
Ein Hilfsmittel zur Gestaltung von Dienstleistungsprozessen ist das Konzept des Blueprinting der Wertschöpfungsprozesse. Das Blueprinting eignet sich zur Darstellung und Analyse der Kundenintegration und somit auch zur systematischen Gestaltung. Bevor dieses Konzept angewendet werden kann, ist es erst einmal wichtig, dass der Anbieter genau weiß, welche Dienstleistung der Nachfrager wünscht. Weiterhin spielt es eine Rolle, auf welche Art und an welchen Stellen des Leistungsprozesses der Kunde sich beteiligen möchte. Mithilfe dieses Konzeptes können Mitarbeiter eines Unternehmens, sowohl Nachfrager als auch Anbieter, ihre Tätigkeiten besser strukturieren, materiellen und personellen Ressourceneinsatz effizienter planen und steuern und es auch für die Unterweisung und Schulung von neuen Mitarbeitern nutzen.

## Kundenintegration im Produktinnovationsprozess
Die Kundenintegration im Innovationsprozess handelt davon, dass das Unternehmen seine Innovationsaktivitäten konsequent auf die Bedürfnisse und Anforderungen der Kunden ausrichtet. Das Resultat von Kundenbeiträgen an Innovationsprozessen kann durch die Art der Produkte, das Management und der Umweltkomplexität beeinflusst werden. Zentrales Ziel der Kundenintegration in den Innovationsprozess ist es, mithilfe der Kundenmitwirkung Produkte zu entwickeln, die die Marktanforderungen besser erfüllen. Generell kann die Einbringung von Kunden vor oder auch während der Leistungserstellung erfolgen.

### Ziele für den Hersteller
Das wesentliche Ziel der Hersteller ist es, das Resultat bzw. den Erfolg der Innovation mithilfe der Kundeneinbindung zu steigern. Weitere Ziele sind das Erzeugen neuer Produktideen, verfügbare genaue Informationen von Kundenbedürfnissen, Feedbacks der integrierten Kunden für entwickelte Konzepte und Prototypen, Kunden als Hilfestellung während der Entwicklung und zur Unterstützung beim Innovationsmarketing, die Senkung von Ressourcen und Entwicklungskosten, das Erreichen einer höheren Qualität sowie eine schnellere Entwicklung der Prozesse und der Resultate, die Senkung technologischer und wirtschaftlicher Innovationsrisiken und die Vorbereitung zur Markteröffnung des Produktes. Näher betrachtet kann das Unternehmen den Anwendermarkt besser verstehen, Wettbewerbsinformationen und Kunden-Know-how gewinnen, seinen Markt ausweiten, die Bindung zum Kunden stärken, das Risiko auf Fehler in Prozessen minimieren, die Qualität und Leistungsfähigkeit der neuen Produkte verbessern und benötigte Zeit und Kosten senken. Somit erwartet der Hersteller Vorteile, die er nur mittels der Kundenintegration erlangen kann.

### Kundenrollen
Der Kunde kann bei der Integration in den Innovationsprozess von Unternehmen drei mögliche relevante Rollen einnehmen. Er kann die Rolle der Ressource, des Mitentwicklers oder auch des Nutzers ausüben und sich dementsprechend am Innovationsprozess beteiligen. Die Wirksamkeit dieser Rollen können durch Faktoren, wie Merkmale des Kunden, der Prozesse, der Einbindung oder des Herstellers, beeinflusst werden.
- Kunde als Ressource

Die Rolle der Ressource wird in den Bereichen der Ideenentstehung und Produktkonzeptualisierung ausgeübt. Der Kunde stellt eine Innovationsquelle dar, in der er neue Informationen und neue Ideen über Produkte mit einbringt.
- Kunde als Mitentwickler

Die Kundenrolle des Mitentwicklers befindet sich im Bereich der Produktentwicklung. Diese Rolle wird eher bei Industriegütern als bei Konsumgütern vorgefunden, da es sich meist um die Entwicklung komplexer Produkte aus dem Business-to-Business-Bereich handelt. In der Produktentwicklung werden Mitarbeiter des Kunden aktiv in den Produktentwicklungsprozess des Herstellers als Ideengeber, Anreger, Gestalter und evtl. auch als Problemlöser integriert. Die Einbindung des Kunden ist möglich von Aktivitäten des Designs bis einschließlich der Entwicklung von Produkten.
- Kunde als Nutzer

Die dritte Rolle ist der Kunde als Nutzer. In dieser Rolle bringt der Kunde sein Anwendungswissen und seine Nutzungserfahrungen mit ein. Kunden testen die neuen Produkte und Prototypen und teilen ihre Erfahrungen den Herstellern mit. Mithilfe ihrer Erfahrungen können diese Produkte weiterentwickelt bzw. überarbeitet werden. Auf diese Weise können Produktfehler und -schwächen früh erkannt werden, um Kosten für die Produktüberarbeitung zu sparen. Des Weiteren können die Hersteller durch diese Methode testen, wie Kunden mit den Produkten in verschiedenen Umgebungen und Einsatzbedingungen zu Recht kommen.

### Strategien zur Kundenintegration des Herstellers
- Strategie: Fokus auf Effektivität

Die Anwendung dieser Strategie ist in zwei Bereichen des Innovationsprozesses möglich: einmal am Anfang des Prozesses bei der Auswahl der richtigen Gelegenheit bzw. des richtigen Innovationsfeldes zur Produktinnovation und einmal in der Entwicklungsphase bei der Auswahl und Verfeinerung des Konzepts.
Am Anfang des Innovationsprozesses sollen mittels dieser Strategie und der integrierten Kunden neue Gelegenheiten und Chancen zur Produktinnovation identifiziert werden. Das Ziel des Herstellers ist es, neue Gelegenheiten im Markt zu erkennen, die auf Grund von Trends und bestimmten Situationen eintreten.
Bei der Anwendung dieser Strategie in der Entwicklungsphase des Innovationsprozesses ist das Ziel der Hersteller, mithilfe der Kundenintegration eine Konzeptverfeinerung zu erreichen, beispielsweise das Erzeugen und das Testen von Konzepten oder die Auswahl von Problemlösungen und Konzeptentwürfen. Die Funktion des Kunden ist hier die Unterstützung bei der Suche, Auswahl und Verfeinerung eines geprüften Konzeptes, das durch eine identifizierte Gelegenheit bzw. ein identifiziertes Problem erstellt wurde.
- Strategie: Fokus auf Effizienz

Die effizienzfokussierte Strategie wird hauptsächlich im Business-to-Business-Bereich angewendet und befindet sich zwischen der Gelegenheitsidentifizierung und der Konzeptverfeinerung. Sie wird genutzt, um Ideen für die vorher definierte Gelegenheit zu sammeln und auszuwählen, um später ein Konzept entwerfen zu können. Kunden sollten für die Einbindung in den Innovationsprozess eine technologische Kompetenz und ein innovatives, fortschrittliches und technisches Wissen besitzen, das mit ihren eigenen Wünschen, Bedürfnissen und Anforderungen in den Innovationsprozess des Herstellers eingeht. Kunden können eingebunden werden, um die bis dahin erarbeiteten Informationen zu analysieren und zu spezifizieren. Falls der Kunde ein gleichartiges Wissen im Bereich der Kernkompetenz des Herstellers besitzt, kann er die Innovation auch antreiben und steuern. Kunden, die in dieser Weise integriert werden, weisen oft eine bestimmte Größe und Machtposition auf und können den Innovationsprozess dementsprechend stark beeinflussen. Das Ziel der Anwendung der effizienzfokussierten Strategie ist die Bildung von kooperativen Innovationsprozessen im technischen, produktbezogenen Bereich, um innovative Lösungen zu erarbeiten.